# Preljina
Preljina (en serbe cyrillique : Прељина) est une localité de Serbie située sur le territoire de la Ville de Čačak, district de Moravica. Au recensement de 2011, elle comptait 1 830 habitants.
Preljina, officiellement classée parmi les villages de Serbie, est située sur l'autoroute serbe A2 et la route européenne E763.
La localité abrite une Fondatation humanitaire destinée à aider les familles en difficulté ; elle joue un rôle important dans la préservation et le développement du patrimoine religieux.

## Démographie

### Évolution historique de la population
| 1948  | 1953  | 1961  | 1971  | 1981  | 1991  | 2002  | 2011  |
| ----- | ----- | ----- | ----- | ----- | ----- | ----- | ----- |
| 1 210 | 1 292 | 1 340 | 1 437 | 1 606 | 1 744 | 1 801 | 1 830 |

|  |